# العكمية (خيران المحرق)

تعديل مصدري - تعديل

العكمية هي إحدى قرى عزلة مسروح بمديرية خيران المحرق التابعة لمحافظة حجة، بلغ تعداد سكانها 134 نسمة حسب تعداد اليمن لعام 2004.